# Слон (фільм, 2010)
«Слон» — російський фільм 2010 року про драматичну долю слона в цирку.

## Зміст
На арені цирку йде вистава. А за лаштунками хвилювання: улюбленець публіки слон Бодхі захворів. Керівництво цирку вирішує слона приспати. На ранок за Бодхі приїжджає трейлер. Але замість сумної поїздки Бодхі, разом з водієм трейлера Зарезіним і милою цирковою дівчинкою Бонні, відправляється в чудову подорож, повну пригод, гонитв, несподіваних поворотів і радісних зустрічей.

## Знімальна група
- Режисер — Володимир Карабанов
- Сценарист — Олександр Дорбінян
,Володимир Карабанов
- Продюсер — Олена Глікман
Ярослав Живов
Олексій Учитель
- Композитор — Сергій Ахунов